# RM-15 (Spanje)

De RM-15

De RM-3 of Autovía del Noroeste-Río Mula is een autovía in Murcia en verbindt Alcantarilla met Caravaca de la Cruz. De snelweg is 61 kilometer lang en werd in 2001 afgewerkt.